# Tomáš Petrášek
Tomáš Petrášek (Rychnov nad Kněžnou, 1992. március 2. –) cseh válogatott labdarúgó, a lengyel Raków Częstochowa hátvédje.

## Pályafutása

### Klubcsapatokban
Petrášek a csehországi Rychnov nad Kněžnou városában született. Az ifjúsági pályafutását a Častolovice, a Spartak Rychnov nad Kněžnou és a Náchod-Deštné csapatában kezdte, majd a Hradec Králové akadémiájánál folytatta.
2011-ben mutatkozott be a Hradec Králové tartalékkeretében. 2012 és 2016 között a Hlavice, a Roudnice nad Labem, a Sparta Kolín, a Převýšov, a Slavoj Vyšehrad és a Viktoria Žižkov, illetve a lengyel Flota Świnoujście csapatát erősítette. 2016. július 1-jén szerződést kötött a harmadosztályban szereplő Raków Częstochowa együttesével. A 2016–17-es szezonban feljutottak a másodosztályba, míg a 2018–19-es szezonban még az Ekstraklasába is. Először a 2019. július 20-ai, Korona Kielce ellen 1–0-ra elvesztett mérkőzésen lépett pályára. Első gólját 2019. július 27-én, a Jagiellonia Białystok ellen idegenben 1–0-ás győzelemmel zárult találkozón szerezte meg.

### A válogatottban
Petrášek 2020-ban debütált a cseh válogatottban. Először a 2020. október 7-ei, Ciprus ellen 2–1-re megnyert mérkőzésen lépett pályára.

## Statisztikák
2023. március 5. szerint
| Klub              | Szezon   | Osztály     | Bajnokság | Bajnokság | Kupa és Ligakupa | Kupa és Ligakupa | Nemzetközi | Nemzetközi | Összesen | Összesen |
| Klub              | Szezon   | Osztály     | Meccs     | Gól       | Meccs            | Gól              | Meccs      | Gól        | Meccs    | Gól      |
| ----------------- | -------- | ----------- | --------- | --------- | ---------------- | ---------------- | ---------- | ---------- | -------- | -------- |
| Raków Częstochowa | 2016–17  | II Liga     | 33        | 8         | 2                | 0                | —          | —          | 35       | 8        |
| Raków Częstochowa | 2017–18  | I Liga      | 14        | 5         | 0                | 0                | —          | —          | 14       | 5        |
| Raków Częstochowa | 2018–19  | I Liga      | 24        | 8         | 5                | 2                | —          | —          | 29       | 10       |
| Raków Częstochowa | 2019–20  | Ekstraklasa | 34        | 6         | 2                | 0                | —          | —          | 36       | 6        |
| Raków Częstochowa | 2020–21  | Ekstraklasa | 8         | 2         | 0                | 0                | —          | —          | 8        | 2        |
| Raków Częstochowa | 2021–22  | Ekstraklasa | 25        | 2         | 6                | 0                | —          | —          | 31       | 2        |
| Raków Częstochowa | 2022–23  | Ekstraklasa | 10        | 1         | 2                | 0                | —          | —          | 12       | 1        |
| Összesen          | Összesen | Összesen    | 148       | 32        | 17               | 2                | 0          | 0          | 165      | 34       |

### A válogatottban
| Válogatott | Év       | Pályára lépés | Gól |
| ---------- | -------- | ------------- | --- |
| Csehország | 2020     | 2             | 0   |
| Csehország | 2022     | 1             | 0   |
| Összesen   | Összesen | 3             | 0   |

## Sikerei, díjai
Raków Częstochowa
- II Liga
  - Feljutó (1): 2016–17

- I Liga
  - Feljutó (1): 2018–19

- Ekstraklasa
  - Bajnok (1): 2022–23

- Lengyel Kupa
  - Győztes (2): 2020–21, 2021–22
  - Döntős (1): 2022–23

- Lengyel Szuperkupa
  - Győztes (2): 2021, 2022